# مناخ مداري قاري

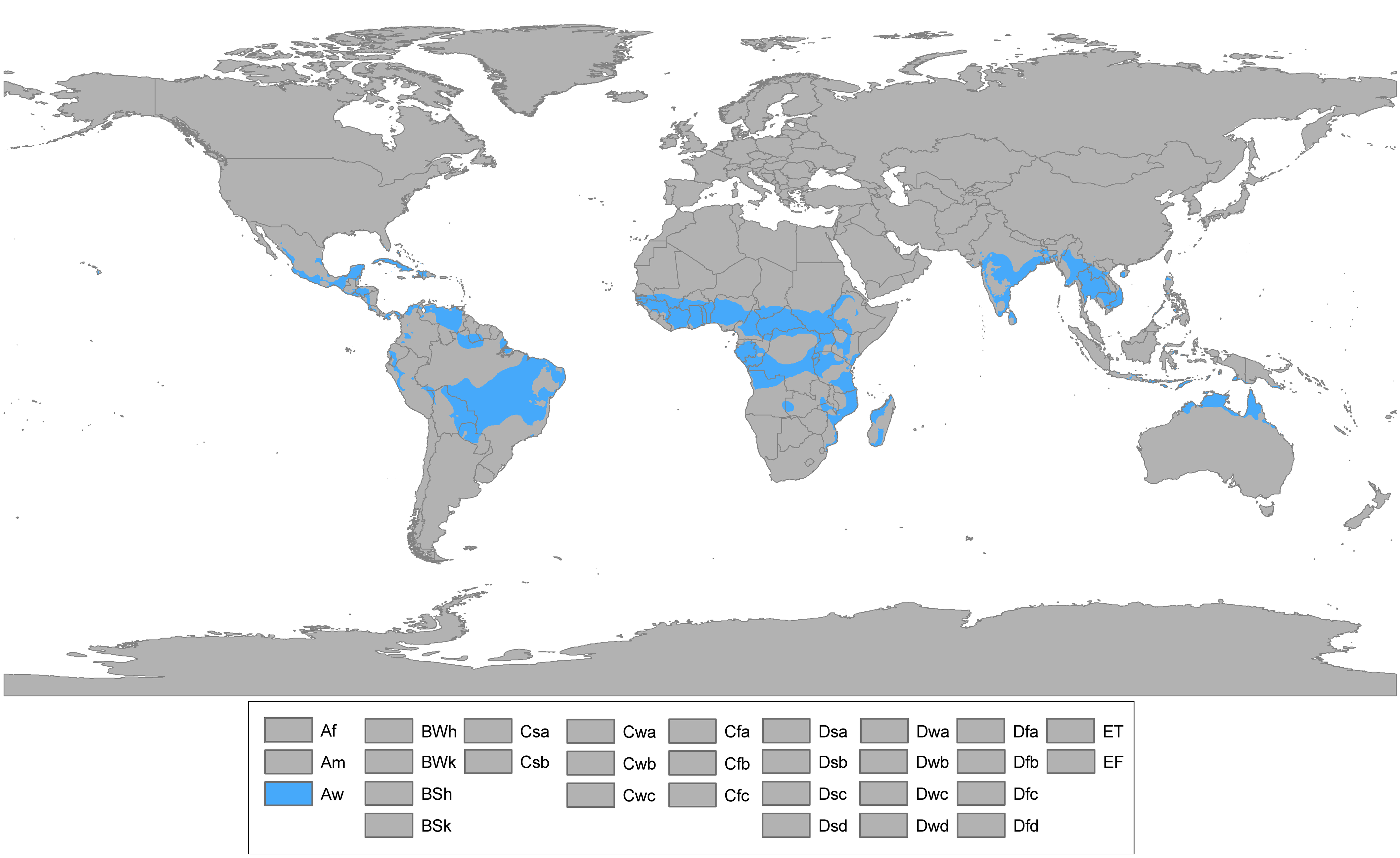
مناطق تواجد المناخ المدارب القاري (Aw).

المناخ المداري القاري أو مناخ السافانا المداري أو المناخ المداري الجاف والرطب هو نوع من المناخ يرمز له حسب تصنيف كوبن للمناخ بـ Aw و As. ككل نطاقات المناخ المداري، درجات الحرارة بهذا المناخ تتعدى كمعدل شهري 18° مئوية. يوجد بهذا المناخ فصل حار فعلي أو حقيقي حيث تتلقى المناطق الواقعة عليه في الشهر الأكثر حرارة معدلا مطريا أقل من 60 مم. الفرق بين هذا المناخ والمناخ المداري الموسمي أن هذا الأخير يتلقى تساقطات أعلى من المناخ المداري القاري.

## الخصائص والأنواع
هناك أربعة أنواع من المناخ المداري القاري:
1. متعادل الفصلين (الجاف والرطب): معظم التساقطات السنوية تقع في الفصل الرطب وقليل جدا منها في الفصل الجاف.
2. فصل جاف طويل وفصل رطب قصير نسبيا: في هذا النوع يمتد الفصل الجاف 7 أشهر أو أكثر ويبقى 5 أشهر أو أقل بالنسبة للفصل الرطب. وفي هذا النوع يوجد قسمين:
أ. منطقة تتلقى تساقطات كافية في الفصل الرطب لإخراجها من المناخ الشبه قاحل. نجد هذا النوع من المناخ مقاربا للمناخ الشبه قاحل.
ب. منطقة تتلقى تساقطات معتدلة في الفصل الرطب القصير، لكن لا تكفي لتصنيفها ضمن المناخ المداري الموسمي.
3. فصل رطب طويل وفصل جاف قصير نسبيا: في هذا النوع يمتد الفصل الرطب 7 أشهر أو أكثر، أما الباقي فللفصل الجاف. طابع التساقطات في هذا النوع يكون كبعض أنظمة المناخ المداري الموسمي، لكن التساقطات السنوية ليست كافية لتؤهل تلك المنطقة لهذا الأخير.
4. فصل جاف بتساقطات معقولة متبوع بفصل رطب ممطر: يمكن تشبيه نمط التساقطات في هذا النوع بالمناخ المداري الموسمي، لكن لا تتلقى هذه المناطق كمية كافية من التساقطات في الفصل الجاف أو طوال السنة لتصنف كذلك.

## التوزيع
هذا المناخ شائع جدا في أفريقيا، آسيا وشمال أمريكا الجنوبية. هذا المناخ موجود أيضا في مناطق من أمريكا الوسطى، شمال أستراليا وجنوب أمريكا الشمالية، خصيصا بمناطق في المكسيك وولاية فلوريدا بالولايات المتحدة الأمريكية.

## أمثلة عن هذا المناخ
| مخطط المناخ أكرا | مخطط المناخ أكرا | مخطط المناخ أكرا | مخطط المناخ أكرا | مخطط المناخ أكرا | مخطط المناخ أكرا | مخطط المناخ أكرا | مخطط المناخ أكرا | مخطط المناخ أكرا | مخطط المناخ أكرا | مخطط المناخ أكرا | مخطط المناخ أكرا |
| --- | ---------------- | ---------------- | ---------------- | ---------------- | ---------------- | ---------------- | ---------------- | ---------------- | ---------------- | ---------------- | ---------------- |
| 01 | 02               | 03               | 04               | 05               | 06               | 07               | 08               | 09               | 10               | 11               | 12               |
| 15 31 23 | 33 31 24         | 56 31 24         | 81 31 24         | 142 31 24        | 178 29 23        | 46 27 23         | 15 27 22         | 36 27 23         | 64 29 23         | 36 31 24         | 23 31 24         |
| متوسط درجة-الحرارة °س مجاميع الهطل مم |                  |                  |                  |                  |                  |                  |                  |                  |                  |                  |                  |
| بالوحدات الإنكليزية \| 01 \| 02 \| 03 \| 04 \| 05 \| 06 \| 07 \| 08 \| 09 \| 10 \| 11 \| 12 \| \| 0.6 87 73 \| 1.3 88 75 \| 2.2 88 76 \| 3.2 88 76 \| 5.6 87 75 \| 7 84 74 \| 1.8 81 74 \| 0.6 80 71 \| 1.4 81 73 \| 2.5 85 74 \| 1.4 87 75 \| 0.9 88 75 \| \| متوسط درجة-الحرارة °ف مجاميع الهطول ″ \| \| \| \| \| \| \| \| \| \| \| \| |                  |                  |                  |                  |                  |                  |                  |                  |                  |                  |                  |
| 01 | 02               | 03               | 04               | 05               | 06               | 07               | 08               | 09               | 10               | 11               | 12               |
| 0.6 87 73 | 1.3 88 75        | 2.2 88 76        | 3.2 88 76        | 5.6 87 75        | 7 84 74          | 1.8 81 74        | 0.6 80 71        | 1.4 81 73        | 2.5 85 74        | 1.4 87 75        | 0.9 88 75        |
| متوسط درجة-الحرارة °ف مجاميع الهطول ″ |                  |                  |                  |                  |                  |                  |                  |                  |                  |                  |                  |

| مخطط المناخ برازيليا | مخطط المناخ برازيليا | مخطط المناخ برازيليا | مخطط المناخ برازيليا | مخطط المناخ برازيليا | مخطط المناخ برازيليا | مخطط المناخ برازيليا | مخطط المناخ برازيليا | مخطط المناخ برازيليا | مخطط المناخ برازيليا | مخطط المناخ برازيليا | مخطط المناخ برازيليا |
| --- | -------------------- | -------------------- | -------------------- | -------------------- | -------------------- | -------------------- | -------------------- | -------------------- | -------------------- | -------------------- | -------------------- |
| 01 | 02                   | 03                   | 04                   | 05                   | 06                   | 07                   | 08                   | 09                   | 10                   | 11                   | 12                   |
| 241 27 17 | 215 27 17            | 189 27 18            | 124 27 17            | 39 26 15             | 8.8 25 13            | 12 25 13             | 13 27 15             | 52 28 16             | 172 28 17            | 238 27 18            | 249 26 18            |
| متوسط درجة-الحرارة °س مجاميع الهطل مم |                      |                      |                      |                      |                      |                      |                      |                      |                      |                      |                      |
| بالوحدات الإنكليزية \| 01 \| 02 \| 03 \| 04 \| 05 \| 06 \| 07 \| 08 \| 09 \| 10 \| 11 \| 12 \| \| 9.5 80 63 \| 8.5 80 63 \| 7.4 81 64 \| 4.9 80 62 \| 1.5 78 59 \| 0.3 77 56 \| 0.5 77 55 \| 0.5 81 58 \| 2 83 61 \| 6.8 82 63 \| 9.4 80 64 \| 9.8 79 64 \| \| متوسط درجة-الحرارة °ف مجاميع الهطول ″ \| \| \| \| \| \| \| \| \| \| \| \| |                      |                      |                      |                      |                      |                      |                      |                      |                      |                      |                      |
| 01 | 02                   | 03                   | 04                   | 05                   | 06                   | 07                   | 08                   | 09                   | 10                   | 11                   | 12                   |
| 9.5 80 63 | 8.5 80 63            | 7.4 81 64            | 4.9 80 62            | 1.5 78 59            | 0.3 77 56            | 0.5 77 55            | 0.5 81 58            | 2 83 61              | 6.8 82 63            | 9.4 80 64            | 9.8 79 64            |
| متوسط درجة-الحرارة °ف مجاميع الهطول ″ |                      |                      |                      |                      |                      |                      |                      |                      |                      |                      |                      |

| مخطط المناخ داروين | مخطط المناخ داروين | مخطط المناخ داروين | مخطط المناخ داروين | مخطط المناخ داروين | مخطط المناخ داروين | مخطط المناخ داروين | مخطط المناخ داروين | مخطط المناخ داروين | مخطط المناخ داروين | مخطط المناخ داروين | مخطط المناخ داروين |
| --- | ------------------ | ------------------ | ------------------ | ------------------ | ------------------ | ------------------ | ------------------ | ------------------ | ------------------ | ------------------ | ------------------ |
| 01 | 02                 | 03                 | 04                 | 05                 | 06                 | 07                 | 08                 | 09                 | 10                 | 11                 | 12                 |
| 424 32 25 | 371 31 25          | 315 32 25          | 100 33 24          | 22 32 22           | 1.8 31 20          | 1.1 31 19          | 4.8 31 20          | 16 33 23           | 70 33 25           | 142 33 25          | 252 33 25          |
| متوسط درجة-الحرارة °س مجاميع الهطل مم |                    |                    |                    |                    |                    |                    |                    |                    |                    |                    |                    |
| بالوحدات الإنكليزية \| 01 \| 02 \| 03 \| 04 \| 05 \| 06 \| 07 \| 08 \| 09 \| 10 \| 11 \| 12 \| \| 17 89 77 \| 15 89 76 \| 12 89 76 \| 4 91 75 \| 0.9 90 72 \| 0.1 87 68 \| 0 87 67 \| 0.2 89 69 \| 0.6 91 73 \| 2.8 92 77 \| 5.6 92 78 \| 9.9 91 78 \| \| متوسط درجة-الحرارة °ف مجاميع الهطول ″ \| \| \| \| \| \| \| \| \| \| \| \| |                    |                    |                    |                    |                    |                    |                    |                    |                    |                    |                    |
| 01 | 02                 | 03                 | 04                 | 05                 | 06                 | 07                 | 08                 | 09                 | 10                 | 11                 | 12                 |
| 17 89 77 | 15 89 76           | 12 89 76           | 4 91 75            | 0.9 90 72          | 0.1 87 68          | 0 87 67            | 0.2 89 69          | 0.6 91 73          | 2.8 92 77          | 5.6 92 78          | 9.9 91 78          |
| متوسط درجة-الحرارة °ف مجاميع الهطول ″ |                    |                    |                    |                    |                    |                    |                    |                    |                    |                    |                    |